# Jan Hambourg
Jan Hambourg (* 15. Augustjul. / 27. August 1882greg. in Woronesch Russisches Kaiserreich; † 29. September 1947 in Tours, Frankreich) war ein kanadischer Geiger russischer Herkunft.

## Leben
Jan Hambourg entstammte einer Musikerfamilie. Sein Vater Michael Hambourg war Klavierlehrer, sein Bruder Boris Cellist, und seine Brüder Mark und Clement waren Pianisten. Er studierte bei Émile Sauret und August Wilhelmj in London, Hugo Heermann in Frankfurt, Otakar Ševčík in Prag und Eugène Ysaÿe in Belgien und debütierte als Geiger 1905 in Berlin. Mit seinen Brüdern Mark und Boris trat er in dieser Zeit als Hambourg Trio auf.
1910 zog er mit seiner Familie nach Kanada. Dort gründete er mit seinem Vater und seinem Bruder Boris das Hambourg Conservatory, dessen Violindepartment er bis 1920 leitete. Hier studierten unter anderem Jack Arthur, Ethel Evans, Broadus Farmer, Samuel Hersenhoren und Luigi Romanelli bei ihm. Mit dem Pianisten Richard Tattersall und dem Cellisten Paul Hahn gab er zwischen 1910 und 1912 als Jan Hambourg Trio Konzerte. Zu einem weiteren Ensemble namens Hambourg Trio gehörte er zwischen 1918 und 1924 an. In diesem spielte sein Bruder Boris Cello, und der Pianist war bis 1922 Alberto Guerrero (der Lehrer Glenn Goulds), danach Reginald Stewart.
Ab 1920 verfolgte er seine internationale Solokarriere und lebte in New York, London, Paris und von 1936 bis 1939 in Sorrent. Bei der Oxford University Press veröffentlichte Hambourg
eine Ausgabe der Sonaten und Partiten für Violine solo von Johann Sebastian Bach. Außerdem gab der Violinbearbeitungen von weiteren Werken Bachs und Chopins heraus.